# Тулча
Тулча — повітове місто і порт в північній Добруджі (Румунія) над долішнім Дунаєм на Георгіївському гирлі. Населення на 2002 рік становило 92 тис. мешканців. Центр жудця Тулча.

## Українство
У Тулчанському повіті (у якому живуть всі українці Добруджі) є бл. 20 сіл, що в них мешкають українці — бл. 26 000 (дані 1950-х рр.) або 10 % всього населення. Живуть також росіяни — старообрядці липовани.

## Історія
У 7 ст. до Р. Х. тут виникла грецька колонія від міста Мілет. Римляни перейменували місто в Егісус.
У 10 столітті у східному передмісті Тульчі існувала столиця імперії Святослава — Переяславець.
У 16 ст. тут побудовано османську фортецю. У 19 ст. місто було важливим торговим містом зерна й риби.

## Господарство
Головна риболовецька база країни. Називають «рибною столицею Румунії». Харчова промисловість, судноремонт; виробництво глинозему, виробів з очерету, обробка мармуру. Рибний і торговий річковий порт, судноверф; рибоконс. заводи і холодильники; будівельна промисловість.

## Архітектура, культура
Красива набережна; старовинні торгові ряди. Мечеть Азізіє (1863), синагога. Монумент незалежності (1904). Український ринок. Музеї археологічний, етнографічний, художній (1870 р.), дельти Дунаю (з акваріумом). Народні фестивалі дунайських країн.

## Відомі особистості
В поселенні народився:
- Янко Драґанов (1859—1932) — болгарський військовий.